# Kleine Westmauer

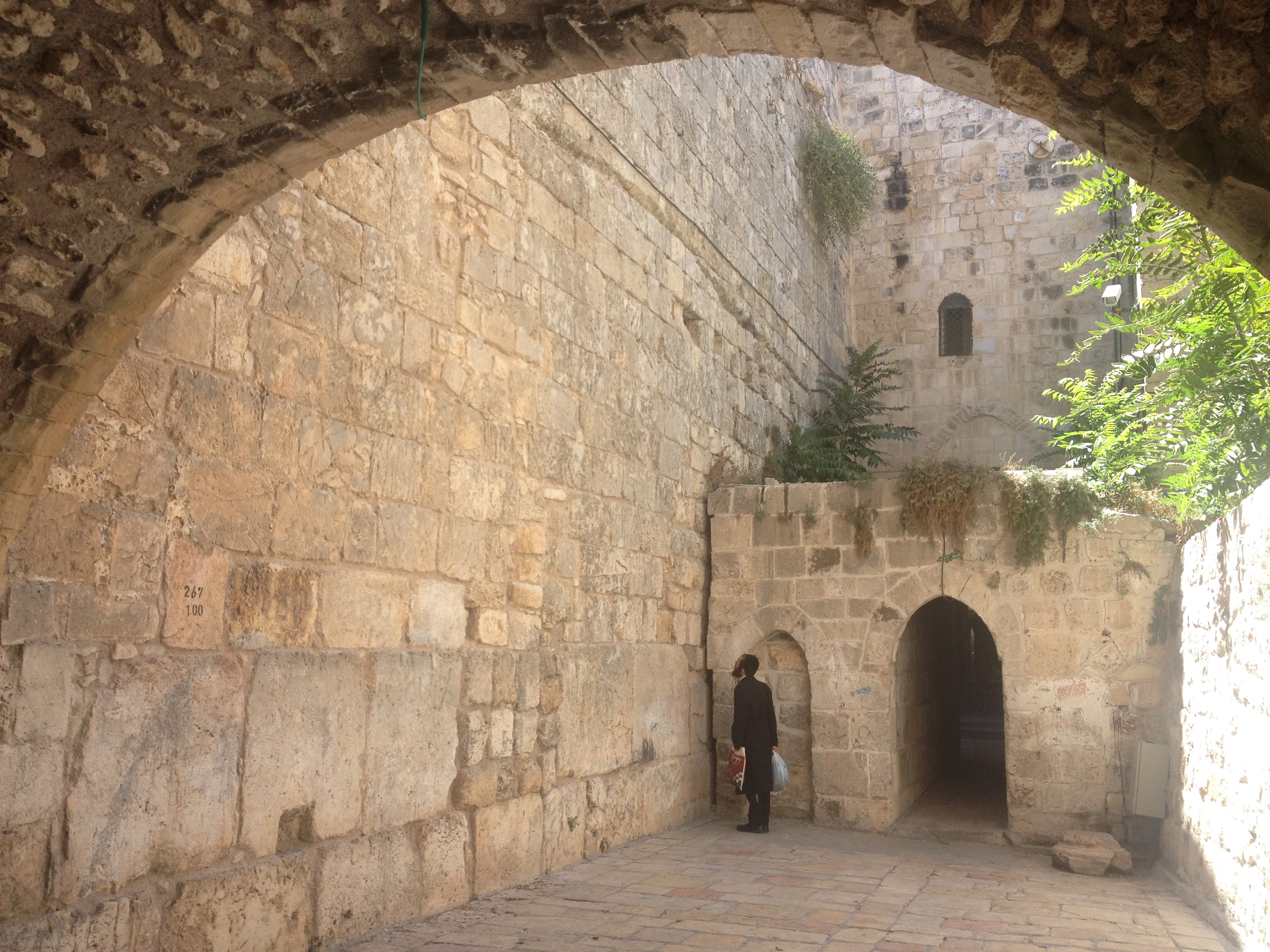
Kleine Westmauer

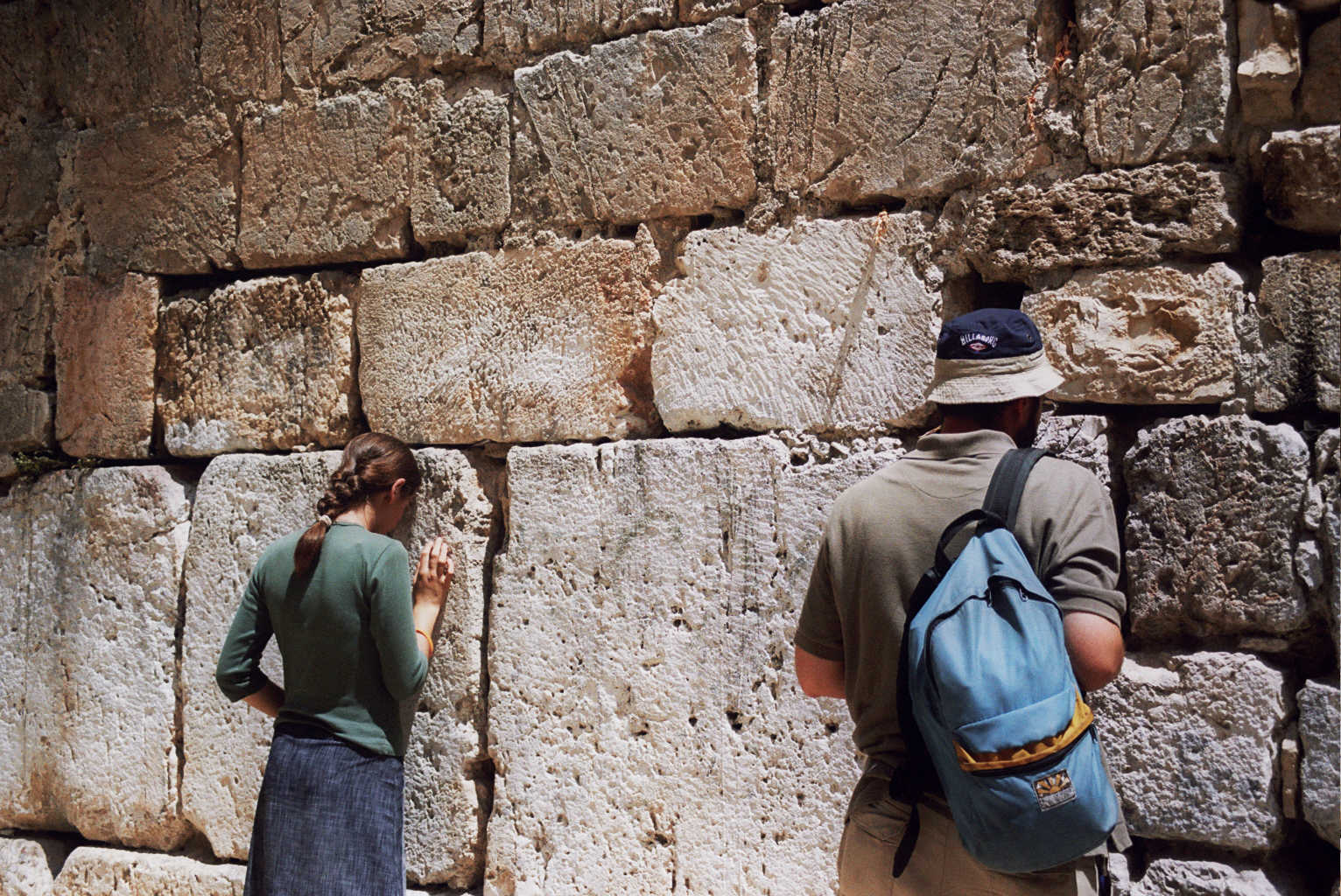
Betende an der kleinen Westmauer

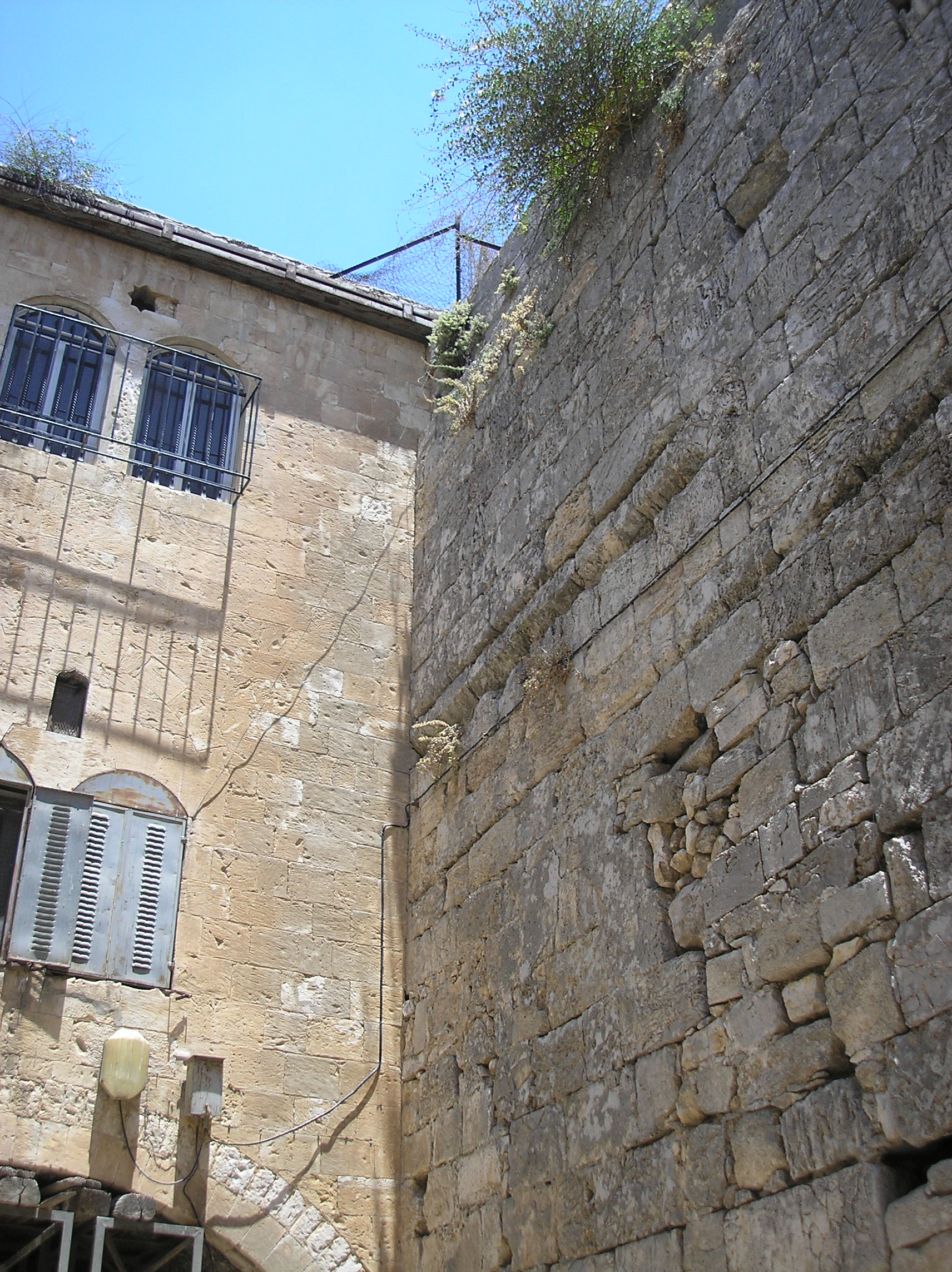

Die kleine Westmauer, hebräisch הכותל הקטן (Kleiner Koisel), ist eine jüdische Gebetsstätte im muslimischen Viertel der Jerusalemer Altstadt nahe dem Eisentor, das auf den Tempelberg führt. Die Mauer stammt aus der Zeit des Zweiten Tempels (516 v. Chr. – 70 n. Chr.). Sie ist die Fortsetzung des als Klagemauer bekannten, größeren Teiles der westlichen Stützmauer des Tempelberges und liegt nahezu direkt gegenüber dem Allerheiligsten des Tempels. Die kleine Westmauer ist weniger bekannt und besucht als der größere Mauerabschnitt.

## Ausmaße
Anders als die bekannte „Klagemauer“ liegt die kleine Westmauer nicht an einem größeren Platz, sondern in einer schmalen Gasse, und nur die beiden untersten sichtbaren Steinreihen stammen aus der Zeit des Zweiten Tempels. Die kleine Westmauer ist vergleichbar mit dem Zustand, in dem die Klagemauer in der Zeit vor dem Sechstagekrieg war.

## Bedeutung
Weil die kleine Westmauer deutlich näher an der Stelle des Allerheiligsten des jüdischen Tempels liegt, ist sie für Juden bedeutsam, die möglichst nahe am heiligsten Ort des jüdischen Glaubens beten wollen. Muslimischen Anwohnern ist der Ort als Ribāṭ al-Kurd (Hospiz des Kurden) bekannt.